# Arena Cup (boks)
Arena Cup, međunarodni boksački turnir koji se održavao u Puli do 2009 godine. Na glasu kao najjači hrvatski boksački amaterski turnir.

## Izdanja i Pobjednici
Rang
1999.-... ??
| Izdanje | Broj država | Broj boksača | Pobjednici                                | Pobjednici                                | Pobjednici                                | Pobjednici                                | Pobjednici                                | Pobjednici                                | Pobjednici                                | Pobjednici                                | Pobjednici                                | Pobjednici                                | Pobjednici                                | Pobjednici        |
| ------- | ----------- | ------------ | ----------------------------------------- | ----------------------------------------- | ----------------------------------------- | ----------------------------------------- | ----------------------------------------- | ----------------------------------------- | ----------------------------------------- | ----------------------------------------- | ----------------------------------------- | ----------------------------------------- | ----------------------------------------- | ----------------- |
| Izdanje | Broj država | Broj boksača | +91 kg                                    | -91 kg                                    | -81 kg                                    | -75 kg                                    | -69 kg                                    | -64 kg                                    | -60 kg                                    | -57 kg                                    | -54 kg                                    | -51 kg                                    | -48 kg                                    |                   |
| Izdanje | Broj država | Broj boksača |                                           |                                           |                                           |                                           |                                           |                                           |                                           |                                           |                                           |                                           |                                           |                   |
| 2016.   |             |              | otkazano dva dana prije službenog početka | otkazano dva dana prije službenog početka | otkazano dva dana prije službenog početka | otkazano dva dana prije službenog početka | otkazano dva dana prije službenog početka | otkazano dva dana prije službenog početka | otkazano dva dana prije službenog početka | otkazano dva dana prije službenog početka | otkazano dva dana prije službenog početka | otkazano dva dana prije službenog početka | otkazano dva dana prije službenog početka |                   |
| 2009.   |             |              | Razvan Cojanu                             | Marko Čalić                               | Boško Drašković                           | Sanjin Pol Vrgoč (2)                      | Roy Sheahan                               | Bradley Saunders                          | Vladimir Magzumov                         | Ruslan Kamilov                            | Luke Campbell                             | Robert Wright                             | Belik Galanov                             |                   |
| 2007.   |             |              | David Price                               | Vedran Đipalo (2)                         | Mario Šivolija (3)                        | James Degale                              | Sanjin Pol Vrgoč                          | Boris Katalinić (3)                       | Domenico Valentino                        | Mirsad Ahmeti                             | Daniele Limone                            | Zou Shiming                               |                                           |                   |
| 2006.   |             |              | Islam Timurziev                           | Evgeny Romanov                            | Mario Šivolija (2)                        | Dmitriy Bashkatov                         | Borna Katalinić (2)                       | Boris Katalinić (2)                       | Filip Palić (3)                           | Afanasi Poskachin                         | Antonin Lazok                             | Alexander Afanasiev                       |                                           |                   |
| 2005.   |             |              | Milan Vasiljević                          | Vedran Đipalo                             | Mario Šivolija                            | Matej Matković                            | Borna Katalinić                           | Boris Katalinić                           | Filip Palić (2)                           | Jetis Bajrami (3)                         | Andrija Bogdanović                        |                                           |                                           |                   |
| 2003.   |             |              | Modo Sallah                               | Ivica Bačurin                             | Aleksy Kuziemski                          | Tomas Adamek                              | Dmitriy Ivanov                            | Igor Pashchuk                             | Evgen Kibalyuk                            | Olexandr Klyuchko                         | Bashir Hassan                             | Igor Samoylenko                           | Veaceslav Gojan                           |                   |
|         |             |              | +91 kg                                    | -91 kg                                    | -81 kg                                    | -75 kg                                    | -71 kg                                    | -67 kg                                    | -63,5 kg                                  | -60 kg                                    | -57 kg                                    | -54 kg                                    | -51 kg                                    | -48 kg            |
|         |             |              |                                           |                                           |                                           |                                           |                                           |                                           |                                           |                                           |                                           |                                           |                                           |                   |
| 2002.   |             |              | Roberto Cammarelle                        | Denis Apmyanov                            | Mohammed Sahraoui                         | Ladislav Kutil                            | Michal Bilak                              | Vitali Grushak                            | Brunet Zamora Fernandez                   | Khayser Saydametov                        | Jetis Bajrami (2)                         | Mikhail Mikhailov                         | Georgi Chigayev                           | Rudolf Dydi       |
| 1999.   |             |              | Jasmin Sejdinović                         | Patrick Mesters                           | Eric van den Heuvel                       | Akin Kuloglu                              | Ercument Arslan                           | Nurhan Suleymanoglu                       | Samet Salijevski                          | Filip Palić                               | Adrian Vasile                             | Jetis Bajrami                             | Agasi Agaguloglu                          | Ramazan Ballioglu |

Statistika (2019.)
| Boksač          | Pobjede (3+) |
| --------------- | ------------ |
| Jetis Bajrami   | 3            |
| Boris Katalinić | 3            |
| Filip Palić     | 3            |
| Mario Šivolija  | 3            |